# Wilhelm Hauschild
Pour les articles homonymes, voir Hauschild.

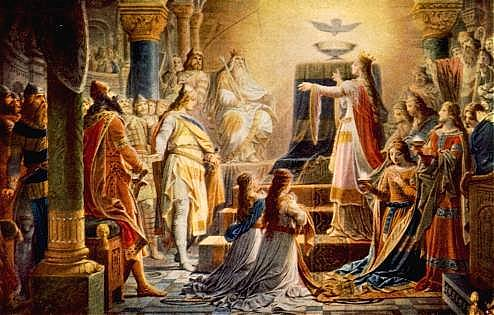
Le Gralswunder, fresque du château de Neuschwanstein

Wilhelm Hauschild, né le 16 novembre 1827 à Schlegel bei Neurode et décédé à Munich le 14 mai 1887, est un peintre historiciste prussien. Fils d'un maître tisserand, il fait son apprentissage chez le peintre et décorateur Krachwitz à Frankenstein. Sur recommandation du peintre du Chiemgau Josef Holzmaier auprès de Josef Schlotthauer, il se rend à Munich, où son talent est reconnu. Il s'inscrit en avril 1850 à l'Académie des beaux-arts de Munich et devient l'élève de Philippe von Foltz. Sur la recommandation du peintre Wilhelm von Kaulbach, Hauschild obtient une commande du roi Frédéric-Guillaume IV de Prusse et de la famille royale de Bavière.
Pour Louis II, il peint des plafonds à Linderhof et Herrenchiemsee. Dans le château de Neuschwanstein, il réalise la décoration de la salle du trône et la série d'images de Lohengrin, Sigurd et Gudrun.
Louis II accorde à Hauschild la médaille d'or pour les Arts et les Sciences (Ludwigsmedaille für Wissenschaft und Kunst). En 1879, il le nomme professeur à l'Académie des beaux-arts. Dans le quartier d'Obersendling de Munich, une rue porte son nom.